# Sieben Tage (Lied)
Sieben Tage ist ein Schlager der deutschen Band Die Flippers. Das Stück war die erste Singleauskopplung aus ihrem 20. Studioalbum Sieben Tage Sonnenschein.

## Entstehung und Artwork
Der Liedtext zu Sieben Tage ist in deutscher Sprache verfasst. Geschrieben und produziert wurde das Stück von Karl-Heinz Rupprich und Uwe Busse. Gesungen wird es von Bernd Hengst, im Hintergrund des Refrains sind die beiden anderen Bandmitglieder Manfred Durban und Olaf Malolepski zu hören. Die Aufnahmen fanden in den Kamener Hermes Studios statt.
Die Single wurde von Busse, Rupprich, Wolfgang Pentinghaus und W. Peters arrangiert, unter dem Musiklabel Dino Music veröffentlicht und durch den Barbados Musikverlag und Nido Music vertrieben. Auf dem Cover der Maxi-Single ist – neben Künstlernamen und Liedtitel – ein Bandporträt der Flippers und ein Wochenkalender zu sehen. Das Cover wurde von Krogmann Design gestaltet.

## Veröffentlichung und Promotion
Die Erstveröffentlichung von Sieben Tage erfolgte als Single im Juni 1990. Die Single wurde als 7"-Vinylplatte und Maxi-Single veröffentlicht. Neben Sieben Tage befindet sich auf der Vinylplatte das Lied Rote Rosen als B-Seite. Die Maxi-Single beinhaltet das Lied Liebe die wie Feuer brennt als weitere B-Seite. Im September 1990 erschien das Lied als Teil des Studioalbums Sieben Tage Sonnenschein. Die Album- und Singleversion weichen voneinander ab, indem bei der Singleversion ein Klatschen und Schnipsen im Hintergrund zu hören ist, was bei der Albumversion nicht der Fall ist. Um das Lied zu bewerben, folgten unter anderem Liveauftritte in der ZDF-Hitparade und bei Der Große Preis.

## Mitwirkende
| Liedproduktion - Uwe Busse: Arrangement, Komponist, Liedtexter, Musikproduzent - Manfred Durban: Hintergrundgesang, Schlagzeug - Bernd Hengst: E-Bass, Gesang - Olaf Malolepski: Gitarre, Hintergrundgesang - Wolfgang Pentinghaus: Arrangement - W. Peters: Arrangement - Karl-Heinz Rupprich: Arrangement, Komponist, Liedtexter, Musikproduzent | Unternehmen - Barbados Musikverlag: Verlag - Dino Music: Musiklabel - Hermes Studios: Tonstudio - Krogmann Design: Artwork (Cover) - Nido Music: Verlag |

## Charts und Chartplatzierungen
Sieben Tage erreichte in Deutschland Position 45 der Singlecharts und konnte sich insgesamt 19 Wochen in den Charts halten. Des Weiteren konnte sich die Single 14 Wochen in den Airplaycharts platzieren und erreichte mit Position 54 seine höchste Notierung. Für die Flippers war Sieben Tage der zwölfte Charterfolg in Deutschland, mit seinen 19 Chartwochen teilt sich Sieben Tage zusammen mit Lotosblume die Errungenschaft für die Single mit der längsten Verweildauer in den Charts.

## Coverversionen
- 1991: Audrey Landers (Seven Days)
- 2006: Roland B.